# Capo Henlopen
Capo Henlopen è il capo meridionale della Baia del Delaware, lungo la costa atlantica degli Stati Uniti. Appartiene allo Stato del Delaware, e sorge presso la città di Lewes. Al largo della costa della baia vi sono due fari, chiamati Harbor of Refuge Light e Delaware Breakwater East End Light.

## Storia
In origine chiamato Capo Hinlopen, Capo Henlopen prende il nome da Thijmen Jacobsz Hinlopen, un importante commerciante olandese. Capo Henlopen fu il confine meridionale dei Nuovi Paesi Bassi sul 37º parallelo nord.
Nel 1620 Thijmen Jacobsz Hinlopen divenne partner commerciale di Cornelis Jacobsen Mey (da cui prendono nome Capo Cornelius e Capo May, scritto in maniera scorretta) sulle navi Blijde Boodschap (in italiano, Messaggio di Gioia) e Bever che si concentrarono sull'esplorazione e il commercio con gli indiani sul fiume Zuidt (fiume Delaware) nel 1620.
L'area compresa tra il 38º e il 40º parallelo nord (cioè l'area della Baia del Delaware), insieme al fiume Delaware, erano stati mappati da Cornelis Hendricksz di Monnikendam con la nave "Onrust" nel 1614, 1615 e 1616. Dall'agosto al novembre 1616 la Compagnia dei Nuovi Paesi Bassi, che aveva l'esclusiva per il commercio per il territorio dei Nuovi Paesi Bassi tra il 40º e il 45º parallelo nord, cercò invano di ottenere un permesso esclusivo dagli Stati Generali dei Paesi Bassi per il territorio tra il 38º e il 40º parallelo.
Cornelis Jacobsz Mey non fu in grado di estendere il commercio nel South River (il fiume Delaware) con l'esclusione delle altre compagnie olandesi. Queste entrarono in conflitto con le altre, ma furono poi in grado di raggiungere un accordo nei Nuovi Paesi Bassi. La discordia nacque di nuovo, ma fu sopita da un giudizio di un arbitrato ad Amsterdam il 23 dicembre 1623: la regione tra il 38º e il 39º parallelo ricadde sotto la giurisdizione della Compagnia Olandese delle Indie Occidentali, per conto degli Stati Generali, con l'arrivo dei primi insediati sulla Governors Island nei Nuovi Paesi Bassi nel 1624. Queste persone si sparsero poi sull'Isola Verhulsten (Isola Burlington) nel Delaware, a Fort Orange (oggi Albany, nello stato di New York) sul fiume Hudson e alla foce del fiume Connecticut, per finalizzare la pretesa dei Nuovi Paesi Bassi di diventare una provincia del Nord America, secondo la Legge delle Nazioni (Ugo Grozio).
Nel 1782, durante la guerra d'indipendenza americana, il giovane luogotenente della Continental Navy Joshua Barney combatté contro lo squadrone inglese presso Capo Henlopen nella Battaglia della Baia del Delaware. La battaglia terminò con la perdita di due vascelli inglesi ed uno americano.